# 川崎定孝

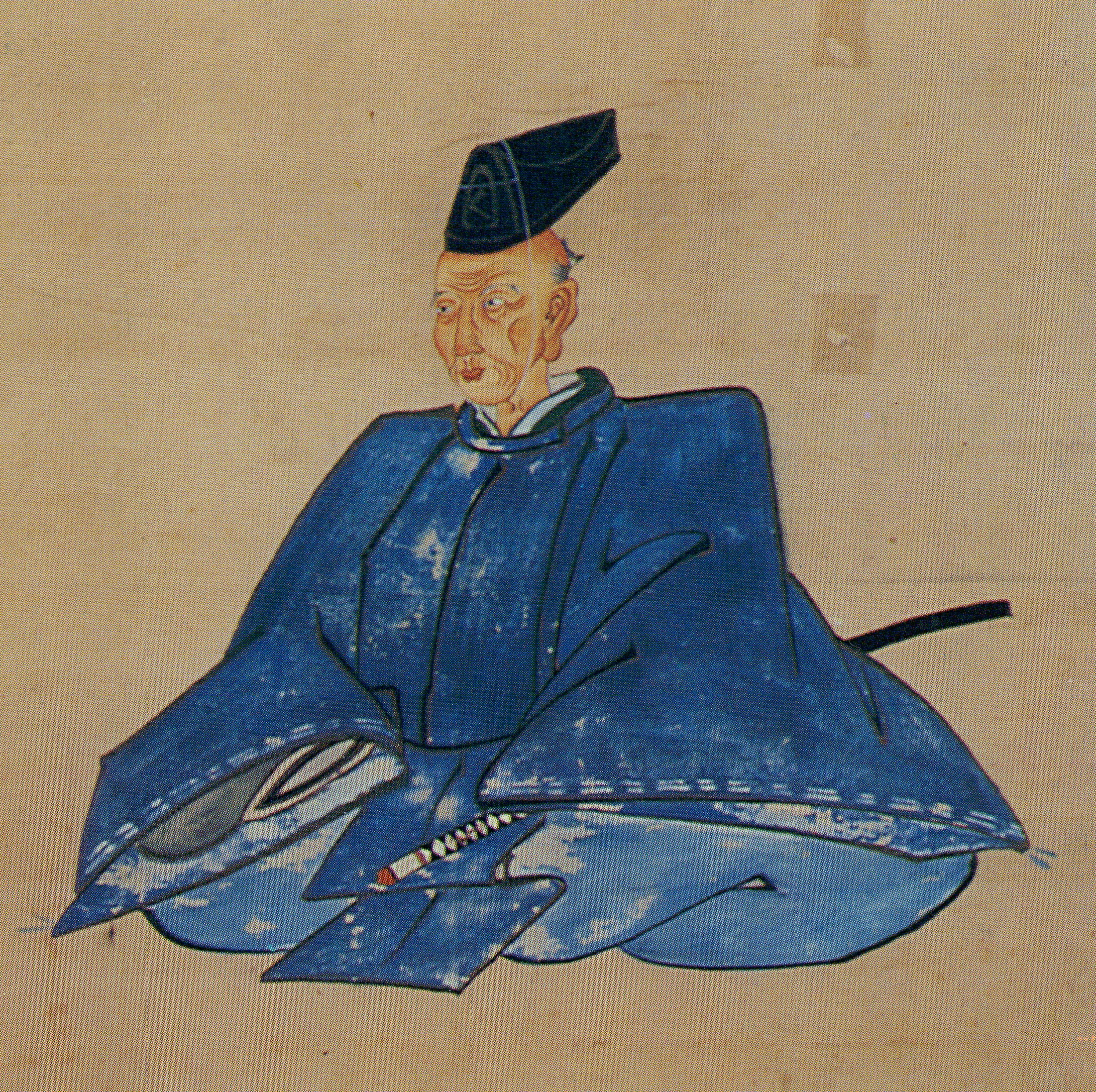
川崎平右衛門像（個人蔵）

川崎 定孝（かわさき さだたか、 元禄7年3月15日（1694年4月9日） - 明和4年6月6日（1767年7月1日））は、江戸時代の農政家。宿場の名主を務め、後に抜擢されて江戸幕府の旗本となった。通称、平右衛門、辰之助。

## 略歴
武蔵国多摩郡押立村（現・東京都府中市押立町）の名主の家の長男に生まれる。幼名は「辰之助」。母は、菅生村で代々名主役を勤めた旧家・田沢源兵衛の娘。定孝が後に新田世話役になったのは、母の縁者である田沢源太郎義章の推挙が大きかったという（楠善雄『多摩川流治水工法を生んだ人々』）。
武蔵国小金井関野新田と鶴ヶ島に陣屋を置いて、それぞれ手代の高木三郎兵衛と矢島藤助をそこに配した。享保年間には、樹木や竹など土木を扱ってその世話を担当し、私財まで投じて武蔵野新田の窮民の救済を行った。新田の開拓は82に上る。押立町を含む多摩川流域の40キロメートルにわたる治水工事、凶作時の農民救済、生活安定の基礎となる井戸掘り公共事業、作業者への働きに応じた報酬、私財を投じて六所宮（大國魂神社）随神門修理などを行ない、それを称揚される。武蔵野新田を預けられて月俸10口（役料10人扶持）を給され、後に支配勘定格となり月俸は20口に加増される。『府中市郷土かるた』では「ききん救った平右衛門」と読まれている。

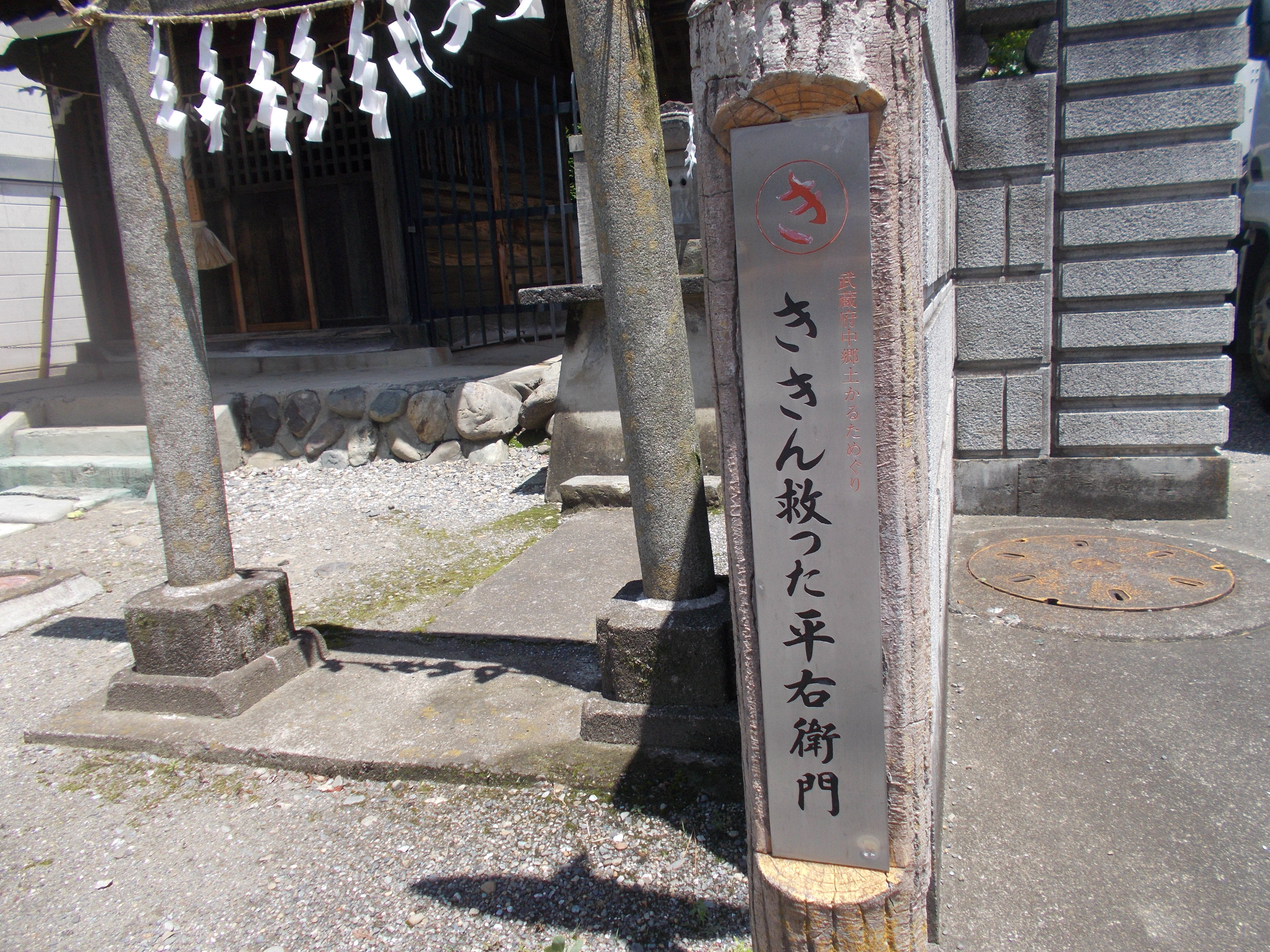
「ききん救った平右衛門」（東京都府中市本山神社）

1723年、押立村名主となる。小金井原を開拓し、時の将軍・徳川吉宗に栗を献上したほか、武蔵野の蕎麦や多摩川の夏鮎を毎年江戸城に納めた。1739年、苗字帯刀を許され、武蔵野台地に82の新田を開発する。宝暦4年（1754年）7月18日に美濃国の代官となり、150俵を給される。
寛延元年（1748年）、御徒町に仮の屋敷を拝領し、美濃国在勤中の宝暦8年（1758年）には神田佐柄木町玉ヶ池に屋敷を正式に拝領。宝暦10年（1760年）5月2日、支配地域の場所替と、担当領域の増加が決まる。
明和元年（1764年）、備後の鞆津に出張し、朝鮮通信使の応接御用係を務める。
明和4年（1767年）4月15日に勘定吟味役に昇進、石見国の銀山の奉行を兼役する。同年5月15日、布衣着用を許される。同年6月6日に病死。享年74。法名は道栄。故郷の押立村にある龍光寺（竜光寺）に葬られる。
名主・農政家として活躍するかたわら、薬の販売にも携わっており、享保17年（1732年）4月に象洞や白牛洞という薬の発売を出願し、許可されている。象洞は、象の糞を乾燥させて作った丸薬で、疱瘡に効くとの触れ込みで売り出され、販売益は新田開発や大國魂神社の随神門の造営費に充てられた。薬の宣伝用に、両国橋石置場で象の見物もさせたが、後に借金を抱えて販売所は閉鎖に追い込まれている。
農間の渡世として茣蓙を織っていた美濃国山県郡深瀬村の村民に「蓙織より花蓙織をやった方が収入がもっと増える」と教え、北武蔵の入間郡坂戸村から熟練者を1人招いて技術を伝達させた。半年間の指導で技術が習得され、この話を聞いた名古屋の職人達も深瀬村に来て、技術の伝授を受けた。その後、花蓙は、美濃から尾張にも広まった。
寛延（1750年）ごろに、中野島村という村に美濃から苗木をとりよせて接木し、土地に適したため村内にひろまった。この梨は美濃梨といわれ、この地方の梨栽培の中心をなしたという。

## 大岡支配役人
大岡越前守忠相は、享保7年（1722年）から関東の農政を掌る関東地方御用掛という職に就いており、配下の野村時右衛門と小林平六に武蔵野新田の開発を命じた。野村と小林は押立村の名主だった定孝に開発を請け負わせたが、後に2人は不正や納入する年貢の滞納などを理由に罷免される。新田の開発はその後も定孝に任され、完成した後、同地は大岡の配下の役人・上坂政形の支配所となる。
定孝は上坂の下で、武蔵野新田の竹林や栗林の植林などの御用を務めるが、元文3年（1738年）に新田は大凶作に見舞われる。大岡は上坂に御救米や御救金を与えるよう指示を出した後、定孝を役料10人扶持の新田世話役に任命し、彼の下役の手代である高木三郎兵衛と矢島藤助にも、それぞれ金10両2人扶持を与える。定孝は復興のため「飲水堀用水」と「出百姓立帰料（でひゃくしょうたちかえりりょう）」の費用として、1ヵ年250両の6ヵ年支給を大岡を通して幕府に申請し、認められる。農業精励の度合いに応じて褒美を与える奨励金制度を設けたほか、江戸からの肥料の仕入れをまとめて行うことで費用を安くし、収穫した大麦や小麦などをその年の相場の1、2割増しで買い上げ、各村に備荒用に貯蔵させるなど様々な施策を行った。また、困窮した民を救済するための「御救普請」も実施し、その際に人足役を仁・義・礼・智・信の5段階に分けて扶持米を支給している『高翁家録』。
定孝は翌元文4年（1739年）8月8日に「南北武蔵野新田世話役」に任命され、上司である上坂の指図を受けること、手代格で20人扶持を給されること、書記など下役2名を召し抱えること、下役の者たちに6両2人扶持ずつを下されること、扶持・筆墨紙などの入用が与えられることが申し渡される。定孝は各村の村役人を案内人とし、下役2人とともに百姓家を1軒ごとに、その暮らしの様子を細かく調査・記録して実態把握と指導に努めた。上坂は、1500両の新田開発料を、年1割の利息で農民に貸し付け、その利金を新田開発にあてる公金貸付政策に運用したが、定孝はそこに4060両の資金を追加して新田経営の安定化を図る。
在地に密着した働きぶりが認められ、大岡の上申により、定孝は翌元文5年（1740年）4月に上坂の下から離れて独自に裁量する権限を与えられる。定孝の仕事ぶりは将軍・徳川吉宗の耳にも達しており、寛保2年（1742年）8月に関東一帯が大洪水に見舞われた際、吉宗は定孝を指名し、被害状況の実地見分と救済対策の立案を命じている。この時の洪水の影響で玉川上水の濁りがひどくなったため、同年9月22日に泥の除去作業を行うことが決まり、まず上坂が同地の見分を行った。上坂が普請費用を9000両と見積ったのに対し、勘定方役人の井沢弥惣兵衛正房は6000両でできると見積もったが、定孝は普請工事をさらに低い4000両で仕上げながら、外見は1万両に匹敵する出来ばえだったということで、大岡が定孝への褒美を要求したという記録が残されている（『大岡越前守忠相日記』寛保3年5月7日条）。
元文年間には、大岡に命じられ、玉川上水沿いの小金井に桜の植樹も行っている（『遊歴雑記』）。この桜は、大和国の吉野山や常陸国の桜川から城山桜の苗を取り寄せたもので、その数は約1600本であった。
寛保2年ごろから延享年間にかけて、生活苦から一度は田畑を捨てたが土地に立ち帰ってそこに定着した農民に対して、立帰料金として金3両を支給する政策を執った。
翌3年には、出百姓の救済育成のため養料金並溜雑穀を規定。これは南北武蔵野新田81ヶ村の農民に養料金組合を作らせて、毎年一定量の雑穀を供出させて蔵に貯蔵して凶作に備えさせた。この貯穀を困窮する農民に貸し出して、年賦返済をさせた。また、これを毎年新しいものと詰め替えて古いものは売り捌き、その代金は利息をつけて養料金として積み立てて、出百姓の開拓資金として貸し出し、年賦返済させた。この制度は後の代官に引き継がれ、60年後の文化11年（1814年）には積立金は5000両に達していた。
寛保3年（1743年）7月、上坂政形が勘定奉行配下に異動して支配地が下総国内に代わったのに伴い、支配勘定格となった定孝は上坂が担当していた3万石の地の支配を任される。延享2年（1745年）、大岡が地方御用掛を辞任した際、最後まで大岡配下の役人として残った蓑正高と定孝は勘定奉行支配へと移管された。その4年後の寛延2年（1749年）6月、蓑とともに武蔵野新田の支配から退き、以後、武蔵野新田の統治は関東郡代伊奈氏によって行われる。
定孝が新田世話役に任命された後、押立村の名主役と川崎家8代目は弟の川崎平蔵に譲った。平蔵は寛保元年（1741年）に孝子長五郎の孝行ぶりを上坂と兄の定孝に報告し、長五郎へ褒賞が与えられることになった。

### 井戸の設置
新田の農民たちが水不足に悩んでいたため、元文5年ごろから幕府の費用で各新田に2つずつ井戸を掘ったが、広い新田地域にはそれでも十分な数ではなかったため、嘆願書を提出した。そこには、井戸をさらに掘って欲しいので見分して欲しいという要望のほか、
1. 芝地を1反歩開いた者に、養料として金350文を支給し、畑作を仕付けさせる
2. 収穫の若干を取り立てて、百姓夫食の貸付用の種とする
3. 余った雑穀は凶作の備えとして貯蓄する
4. 傾斜地または痩地を官有の雑木林とし、凶作の年には木を伐って、百姓と官に半々を納める
5. その費用として元金4060両を民に貸し付け、年1割の利息を取って、その利息を6年間人民の給与する
6. 井戸掘りなどの工事を行ない、その労力として百姓を使役する

といった案も書かれており、その全てが裁可された。

### 御救普請
公共工事によって困窮した人民に賃金を与えることを御救普請といい、平右衛門が行なった普請では大人から赤子まで、仁義礼智信の5つに分類して、下記のように穀を支給した。
1. 仁 鍬取りをする男 - 麦3升
2. 義 もっこを持つ女 - 2升
3. 礼 ざるなどにて物を運ぶ女子供 - 1升5合
4. 智 小児の守りをする女子供 - 1升
5. 信 守りをされる小児 - 5合

普請場に来た百姓それぞれに仁・義・礼・智・信の木札を渡し、仕事を終えて帰る際に木札と引き替えに米穀を給与した。もっこを持ってよく働いた者に対しては、褒美札を渡し、札1枚につき米1合の割で給与した。

## 代官としての事業

### 美濃
寛延2年（1749年）7月美濃国の美濃郡代支配下に入り4万石支配となる。輪中のある西美濃から木曽・長良・揖斐三川のデルタ地帯が管轄支配地域となった。
翌3年（1750年）に、手代の高木三郎兵衛と内海平十郎とともに本巣郡本田陣屋に赴任。大榑川の喰違堰の百姓自普請に際には、笠松郡代の青木次郎九郎や水行奉行たちとともに普請箇所を視察した（『岐阜県治水史』）。
平右衛門は湛水防除策として掘り上げ田の造成を奨励している。輪中の研究者である伊藤安男は、掘り上げ田の最初の考案者が平右衛門であることを著書の『輪中』で明記している。
宝暦4年（1754年）に本田陣屋の第12代目の代官に抜擢。長良川とその水系の水利事業には、輪中地帯特有の利害対立を調整して対立の緩和を図り、水利技術を発案して問題の解決に努めた。水害後の救済策として、他所から熟練の職人を招き、花茣蓙作りを教えて特産物にした。宝暦6年（1756年）10月から、牛牧閘門の普請を開始し、翌年には完工。同時に五六橋川の川除け堤の築登りも竣工させた。在任中には、輪中住民による水論の裁きも行なっている。
宝暦7年（1757年）、出羽国越後の代官領5万石を約1年間、臨時預りする。
宝暦10年（1760年）に本田陣屋から転任した際には、牛牧輪中12村の村人や、上郷村々を初め本田代官所支配下村々の村役人たち、さらには水呑百姓に至るまで、慈父を失ったように嘆き悲しみ、別離を惜しんで見送ったと伝わっている。

### 石見
宝暦12年（1762年）、石見銀山代官に就任。実子の市之進や甥の平蔵を連れて同地に赴任。
当時衰微していた銀山の回復策として「稼方御主法」を考案し、明和元年まで年産5、60貫だった灰吹銀量が明和2年から100貫目まで増産された。また、銀山経営に必要な食料や炭、木材などの供給を、銀山周辺の村々を「銀山御囲村」に指定することで安定させた。さらに幕府への献上が中止になっていた無名医薬の、献上と一般への市販を許可した。
従来は銀山領の村々へ金を貸し付け、その利銀を山師の救済に充てるという拝借銀制度が行われていたが、利銀取り立てのために村々が困窮する事態に陥っていたため、平右衛門は明和元年に1村ずつ実態に則した年賦で返済可能な方法を申し付けた。領内の農村部を富ませるために、波根湖（島根県大田市）を干拓し新田開発も行なった。

## 死後

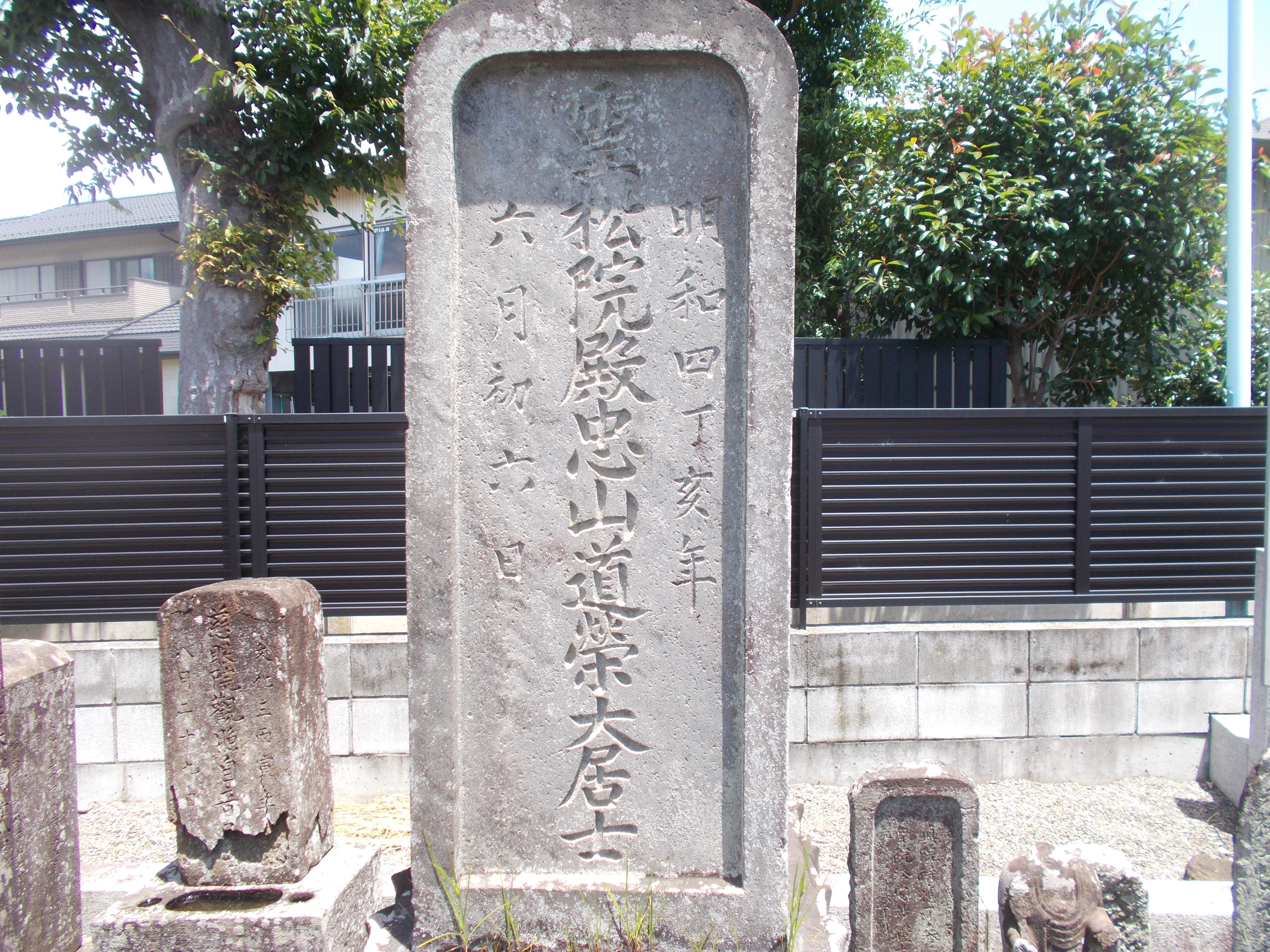
川崎平右衛門墓（東京都府中市龍光寺）

現地に密着し、農村の実情を熟知した平右衛門の打ち出した政策は、農民たちに深く感謝された。墓地は府中市押立町龍光寺のほか、四谷の長善寺、大森の龍昌寺にも設けられている。
彼の死後、川崎平右衛門家は3代にわたり代官職を受け継いだ。また、定孝の下役を勤めた高木三郎兵衛が定孝の事蹟を記した『高翁家録（こうおうかろく）』（武相史料刊行会校註、武相史料叢書）が、当時の様子を記した史料として残されている。
1918年（大正7年）11月18日には、従五位が贈られた。
1988年、渡辺紀彦・府中市史談会初代会長による『代官川崎平右衛門の事績』が出版。1990年、映画『代官川崎平右衛門』企画（毎日映画社制作）。2009年、府中市郷土の森博物館特別展「代官川崎平右衛門―時代が求めた才覚の人―」開催。
没後250年に当たる2017年にも、府中市などにより展示会や合唱劇上演といった顕彰行事が実施されている。

## 顕彰碑・石祠
新田開発のために働いた武州の各地では追善供養が行われた。
下役の高木三郎兵衛が常駐した関野新田陣屋や、矢島藤助が常駐した入間郡鶴ヶ島村三角原陣屋に、平右衛門を記念する石祠が建立され、寛政10年（1798年）の二十五回忌の際に、「武蔵野御救氏神川崎大明神」という神号が刻まれた。
寛政11年（1799年）に武蔵野新田82ヵ村の農民が榎戸新田（東京都国分寺市北町）に謝恩塔を建立。この謝恩塔は平右衛門と関東郡代の伊奈半左衛門をともに記念するもので、国分寺市の妙法寺に現存する。同じく、国分寺市の観音寺（西町2丁目27番地）にも平右衛門の死後28年目に建立された謝恩塔がある。
美濃国にも彼の遺業を称える石碑が、岐阜県本巣郡穂積町牛牧（旧十九条村）の興禅寺や、野田新田の川崎神社にされている（『穂積町史』下巻、序章）。興禅寺にある平右衛門の墓には、「霊松院殿忠山栄大居士」と戒名が彫られており、岐阜の農民が遺品として戴いた代官佩用の刀一振が御霊代として地中にあり、下役2名（内海平十郎と神保左兵衛亮）の墓がともに並んでいる。
島根県大田市大森にある石見銀山資料館には、平右衛門の遺品が展示されている。同地にある龍昌寺には「川崎平右衛門定孝供養碑」も建てられており、羅漢寺には平右衛門が寄進した3躯の羅漢像がある。
府中市郷土の森博物館には府中市押立出身の平右衛門の銅像がある。

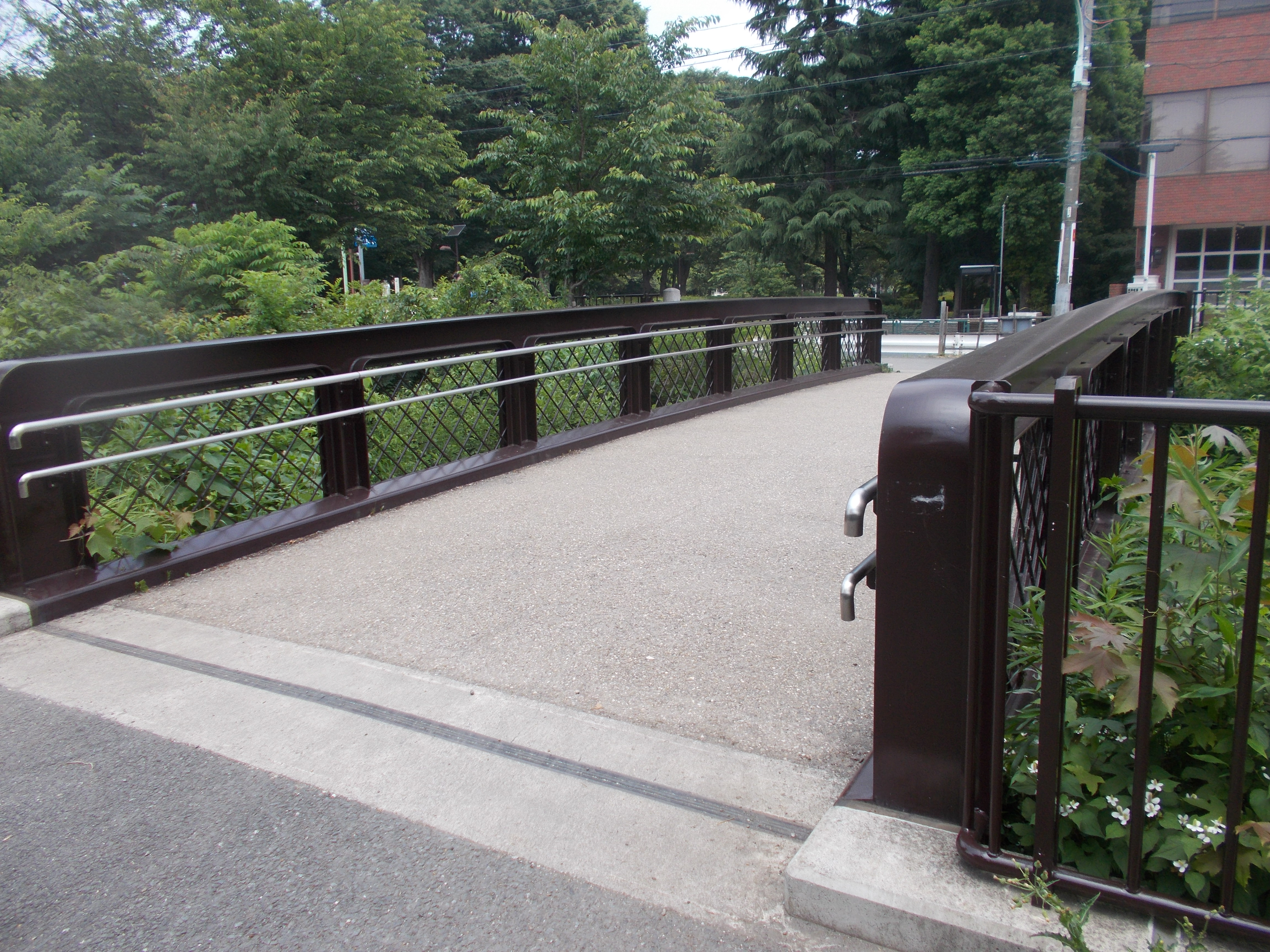
平右衛門橋（玉川上水に架けられた東京都小金井市の橋）
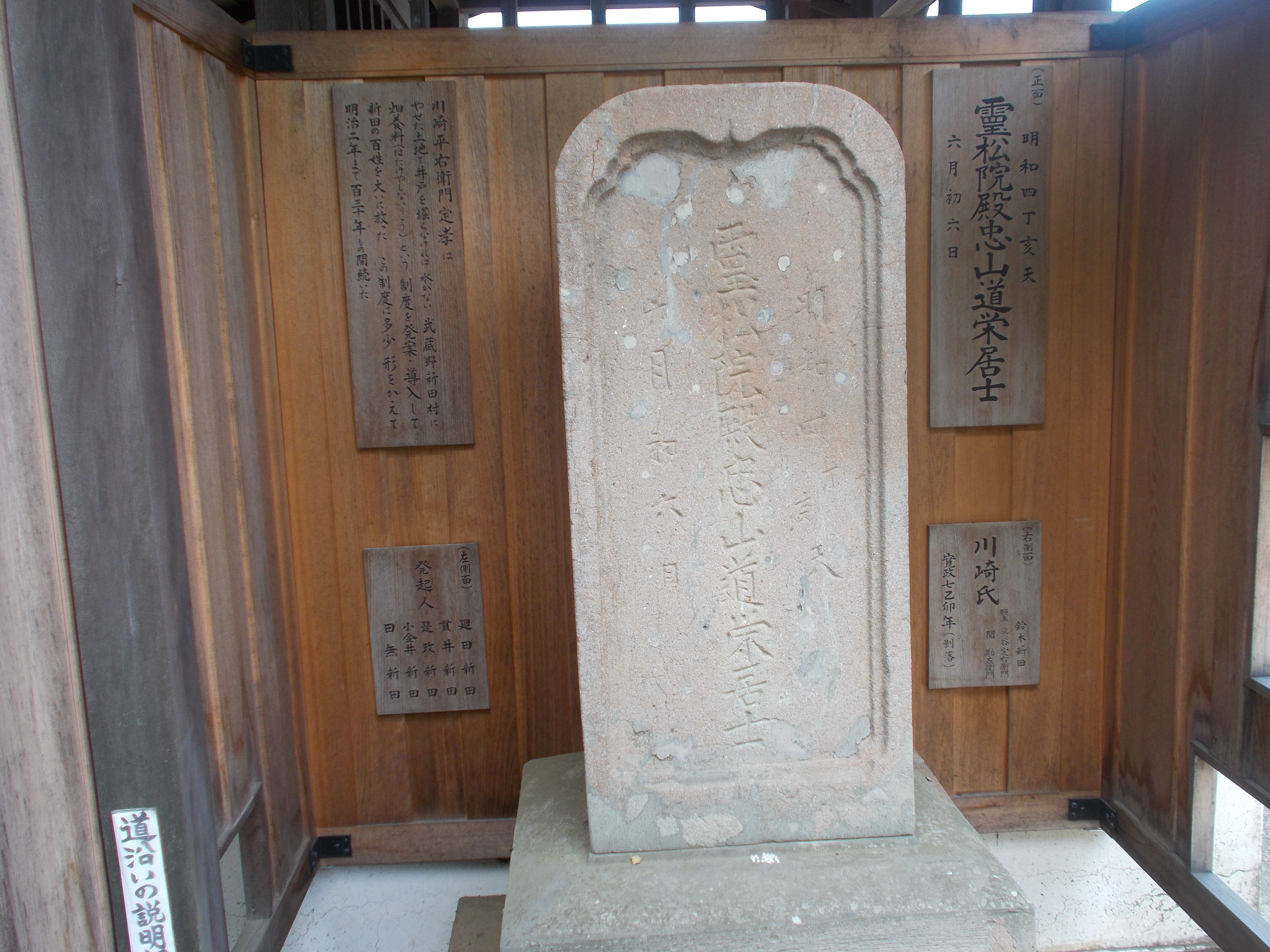
供養碑（東京都小金井市の真蔵院）
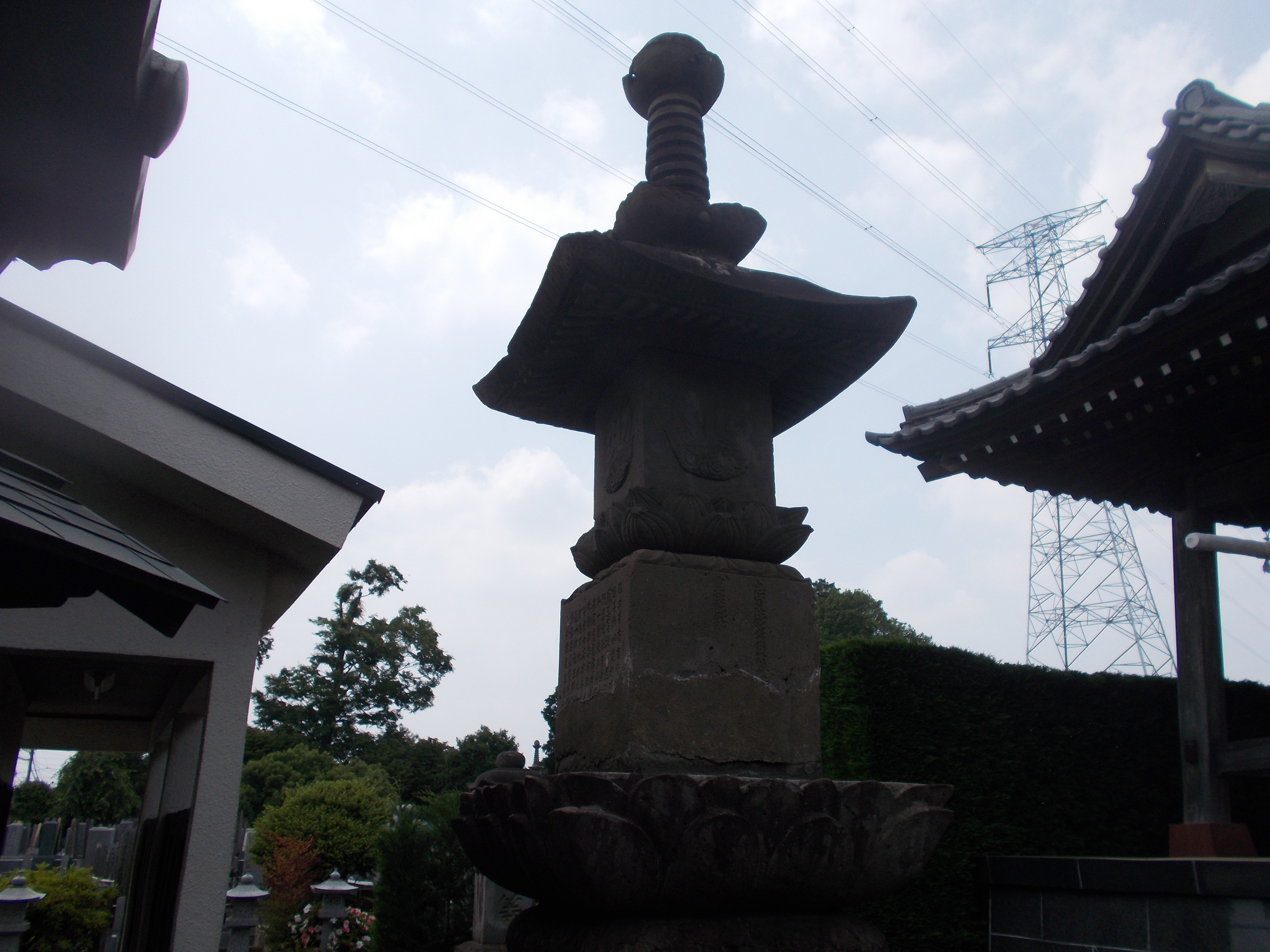
謝恩塔（東京都国分寺市の妙法寺。伊奈忠辰の名が併記）
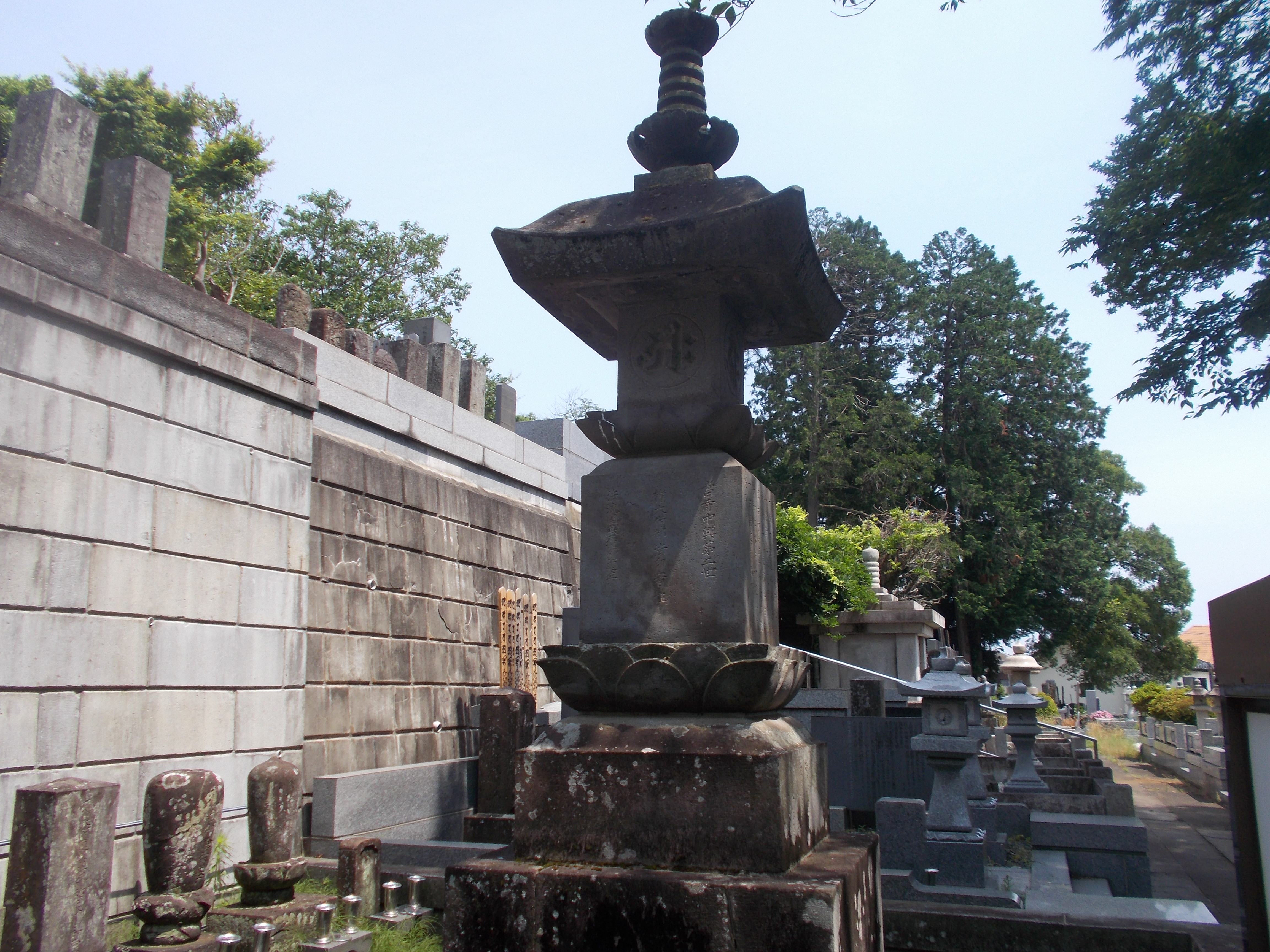
謝恩塔（東京都国分寺市の観音寺）
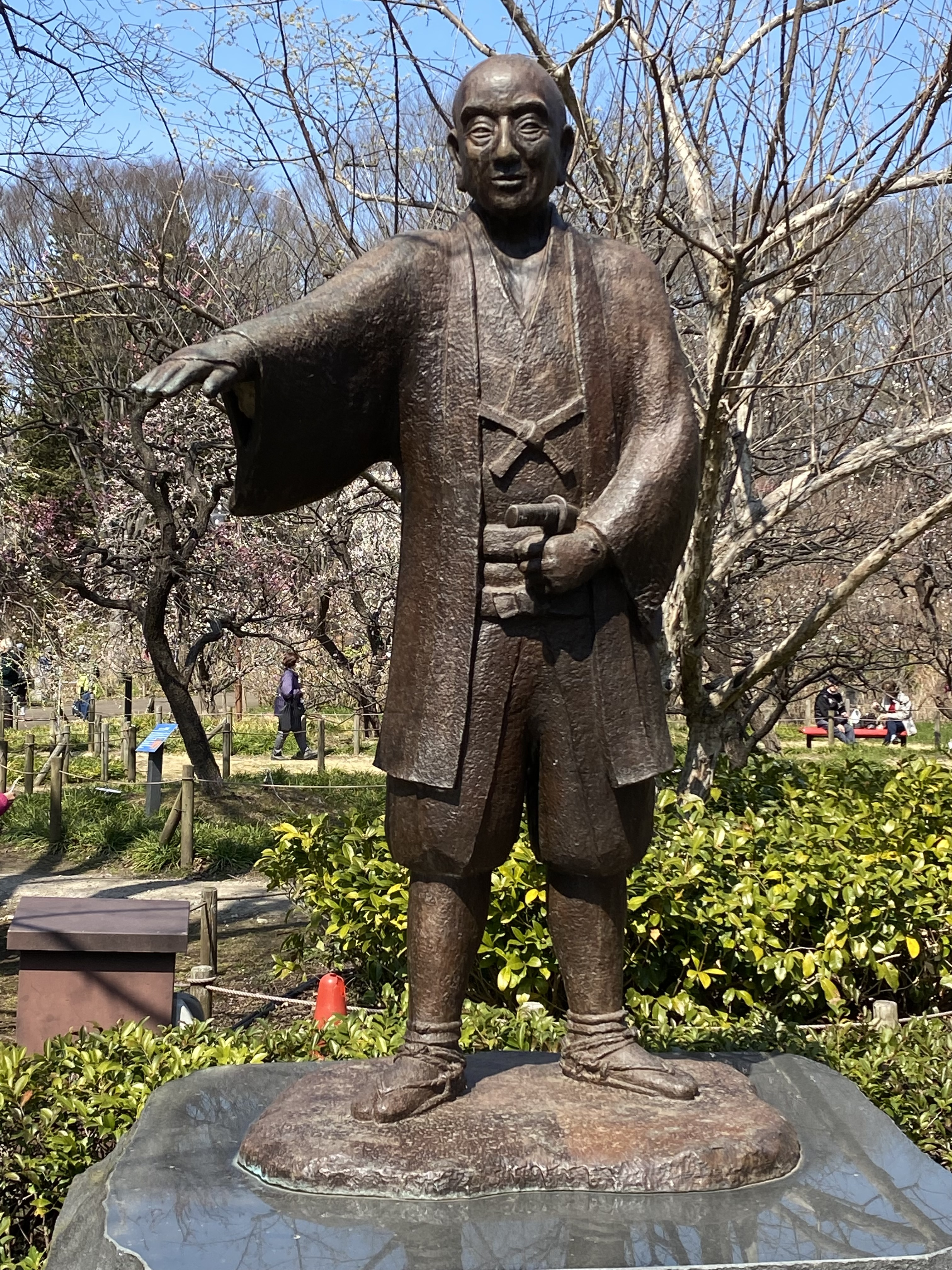
府中市郷土の森博物館にある川崎平右衛門像

## 配下
- 鈴木利左衛門 - 武州多摩郡貫井村名主。武蔵野新田開発時の手代を務め、石見銀山の代官になった時も手代として働く。
- 高木三郎兵衛 - 『高翁家録』の著者。
- 矢島藤助 - 三角原陣屋の責任者。

## 登場作品
- 高任和夫『天下商人 大岡越前と三井一族』講談社 ISBN 978-4-06-216484-9
- 豊田穣『恩讐の川面』新潮社 ISBN 4-10-315109-9